# ネマニ・タカヤワ
ネマニ・タカヤワ（Nemani Takayawa 1982年3月3日）はフィジーの男子柔道家。
日本へ留学、流通経済大学付属柏高等学校を経て流通経済大学へ在籍していた。大学卒業後はアルゼ（現：ユニバーサルエンターテインメント）の契約社員を務めていたが、のちに退職し現在はフィジー国内で選手として活動している。2007年にサモアのアピアで開催されたサウスパシフィックゲームズでは、100キロ超級で優勝した。